# Hiroshi Watanabe (Gewichtheber)
Hiroshi Watanabe (jap. 渡辺 博, Watanabe Hiroshi; * 21. August 1967 in Yamanashi) ist ein ehemaliger japanischer Gewichtheber.
Watanabe nahm an den Olympischen Sommerspielen 1992 in Barcelona im Fliegengewicht (bis 52 kg) teil.